# O tipă... dezastru
O tipă... dezastru (titlu original: Trainwreck) este un film american de comedie din 2015 regizat de Judd Apatow. Rolurile principale au fost interpretate de actorii Amy Schumer și Bill Hader.

## Distribuție
- Amy Schumer[3] - Amy Townsend
  - Devin Fabry -   Amy la 9 ani
- Bill Hader[3] - Dr. Aaron Conners
- Brie Larson[3] - Kim Townsend
  - Carla Oudin - Kim la 5 ani
- Tilda Swinton[3] - Dianna
- Colin Quinn[3] - Gordon Townsend
- John Cena[3] - Steven
- Mike Birbiglia[3] - Tom
- Jon Glaser[3] - Schultz
- Vanessa Bayer[3] - Nikki
- Ezra Miller[3] - Donald
- LeBron James[4] - himself
- Evan Brinkman - Allister
- Cliff "Method Man" Smith[4] - Temembe
- Norman Lloyd[5] - Norman
- Jim Norton[6] - Carriage Driver
- Daniel Radcliffe - The Dog Walker
- Marisa Tomei[7] - The Dog Owner
- Randall Park[8] - Bryson
- Keith Robinson - Guy in Back of the Theater
- Dave Attell - Noam
- Josh Segarra - Staten Island Oli
- Bobby Kelly - One-Night Stand Guy
- Dan Soder - Dumpster Guy
- Tim Meadows - Tim
- Jim Florentine - One-Night Stand Guy
- Nikki Glaser - Lisa[9]
- Claudia O'Doherty - Wendy[9]
- Bridget Everett - Kat[9]
- Pete Davidson - Dr. Conners' patient
- Leslie Jones - Angry Subway Patron
- Marv Albert - rolul său
- Chris Evert - rolul său
- Matthew Broderick - rolul său
- Tony Romo - rolul său
- Amar'e Stoudemire - rolul său